# Парк Тіволі (Копенгаген)
Т́іволі (дан. Kjøbenhavns Sommer-Tivoli) — парк розваг. Розташований в центрі Копенгагену. Один з найстаріших парків Данії.

## Історія
Тіволі був заснований данським офіцером Георгом Карстенсеном. Двері парку відкрилися 15 серпня 1843 року. 15 серпня 1943 року Тіволі відсвяткував своє 100-річчя, встановивши рекордну кількість відвідувачів за один день, коли сад відвідали 112 802 людини.
Зараз парк є одним з найвідвідуваніших у Скандинавії і третім у Європі, поступаючись паризькому Діснейленду та німецькому Європа-парку.

## Транспорт
До Тіволі ходять потяги, найближча залізнична станція København H. Також можна дістатися на міському автобусі маршруту 1A, 2А, 5А, 9А, 11A, 40, 66, 250S, 866.